# Buddha in Africa
Buddha in Africa es un documental biográfico suizo-sudafricano, escrito, producido y dirigido por Nicole Schafer.  El largometraje tiene un solo personaje: Enock Alu. La trama de la película presenta los hechos sobre la base del budismo en África y se relaciona estrechamente con el budismo en China.  Si bien el rodaje comenzó en 2012, el lanzamiento de la película se demoró hasta 2019. Se estrenó el 27 de abril de dicho año y recibió comentarios polarizadas por parte de los críticos. Se ha elogiado la fotografía, pero se ha atacado el guion por su debilidad. Fue parte de numerosos festivales de cine.

## Argumento
La película cuenta la historia de Enock Alu, un huérfano de Malaui de un pueblo rural, que se cría en el contraste entre la cultura africana y la estricta disciplina del sistema chino, confucianista y budista. Enock tenía seis años cuando fue llevado a dicho orfanato, donde le fue dado el nombre chino Alu. Tras el cambio, conservó los dos nombres y se hizo un excelente acróbata. Sin embargo, de un día para el otro, tiene que tomar una decisión con respecto a reunirse con la cultura de África o irse a estudiar por cinco años a Taiwán.

## Producción y lanzamiento
Luego de ser anunciada en el Festival Internacional de Cine de Durban de 2011, la película recibió el premio al documental más prometedor en el Festival Internacional de Cine Documental de Ámsterdam. Luego recibió becas internacionales antes de ser elegido para una presentación en el laboratorio de obras en proceso del Festival Internacional de Cine de Ciudad del Cabo de 2018.
La película tuvo su estreno mundial en la edición de 2019 del Hot Docs. Luego fue presentada en varios festivales internacionales, como el de Cambridge, el de Sídney y el festival Encounters de Sudáfrica. Habiendo ganado un premio en la categoría de mejor documental sudafricano en el festival de Durban, la película pasó a estar considerada para recibir una nominación a los Óscar.